# Ларвик
Ла̀рвик (на норвежки: Larvik) е град и едноименна община в Южна Норвегия. Разположен е на брега на Северно море във фиорда Ослофьор около устието на река Логен, фюлке Вестфол на около 105 km южно от столицата Осло. Основан е през 1671 г. Получава статут на община на 1 януари 1838 г. Има жп гара и пристанище. Население около 23 600 жители според данни от преброяването към 1 януари 2008 г.

## Личности
Родени
- Тур Хейердал (1914 – 2002), норвежки антрополог